# Hans Christoffer Kock von Crimstein
Hans Christoffer Kock von Crimstein, (född Kock eller Koch, skrev sig 1678 som "Hans Koch von Crimstein") född 16 maj 1623, död 12 mars 1690, var en svensk general.
Kock von Crimstein föddes i Erfurt, Tyskland, blev sedermare student vid Jena universitet, och gick sedan i kejserlig tjänst. Han tillfångatogs 1644 av svenskarna i slaget vid Jüterbog, och valde då att i stället gå i svensk tjänst. Kock von Crimstein blev fänrik vid Carl Gustaf Wrangels tyska regemente, och hade 1655 stigit i graderna till major vid ett tyskt kavalleriregemente i svensk tjänst. 1656 blev han överstelöjtnant vid generalmajor Israel Ridderhielms regemente. Blev under slaget vid Lyck jämte Ridderhielm och flera andra officerare fångna av krimska tartarer i kung Johan II Kasimirs tjänst, och av dessa utplundrade, avklädda intill bara kroppen och illa hanterade och bortförda till Krim, där han fick utstå fyra års svår fångenskap, där han skall ha slutits i bojor och spänts för plogen och måst förrätta lastarbete. Enligt Elgenstiernas ättetavlor var han " en utmärkt tapper och oförskräckt krigare. Blev i den för svenskarna olyckliga striden vid Lyk i Polen den 28 sept. 1656 jämte generalmajoren Israel Ridderhielm och flera av regementets officerare tillfångatagen av konung Johan Casimirs till hjälp kallade krimska tartarer, av vilka han utplundrades, avkläddes intill bara kroppen och illa hanterades samt bortfördes till Krim, där han utstod fyra års svår fångenskap, varunder han slöts i fjättrar samt spändes för plogen och måste förrätta lastarbete. Befriade sig själv ur fångenskapen en natt med sina bojor om benen och bärande med sig det seltyg, varmed han dragit plogen samt en påse mjöl. Under flykten gömde han sig till en början under en bro i åtta dygn, livnärande sig endast med mjöl och vatten och, då någon körde över bron, sysselsättande sig med att avfila bojorna, samt sedermera om dagarna i sädesåkrar och höga träd, varifrån han ofta åskådade sina förföljares efterspaningar. Kom slutligen, halvdöd av hunger, till Finland, bärande med sig bojorna och selen, inlagda i mjölpåsen.'
Vid sin återkomst 1664 utnämndes Kock till överste för Skånska kavalleriregementet och adlades samma år under namnet Kock von Crimstein och introducerades 1664 på Svenska riddarhuset.
Han satt under 1670-talet också i krigsrätten i Malmö och hade uppdrag i olika kommissioner. När det skånska kriget bröt ut, deltog han aktivt från början till slut. 1676 fick han fly Tunbyholm tillsammans med övriga svenskar i Skåne när danskarna återerövrade större delen av landskapet. Redan mot slutet av november 1676 kunde han återvända till Tunbyholm där han och hans män deltog i intensiva strider mot så kallade "snapphanar". 1677 blev han befordrad till generalmajor av kavalleriet. Under slaget vid Tirup i juli 1677 blev överste Kock tagen fången av danskarna men han utlöstes ganska snabbt ur fångenskapen igen. I början av 1678 hittas han i källorna på den norska fronten och han tillbringade sedan en stor del av kriget där. Under 1670-talet arrenderade Kock von Crimstein Tunbyholm på Österlen och blev snart ökänd bland bygdens bönder för sina hårda metoder: bland annat satte han fotboja på möllaren Thorkild Svends i Onslunda och fick honom förpassad till "hundehuset" på åtta dagar för att han "tredskats". Thorkil Möller drog sedan Kock inför rätta. Under skånska kriget anställde Kock snapphanejägare som förde en hård kamp mot danska fogdar och så kallade snapphanar i området. En del av dem var bönder han redan varit i konflikt med. Under skånska kriget blev en bonde instängd i Tunbyholms iskällare av Kock von Crimsteins snapphanejägare men Kock befriade honom sedermera. Inte alla hade likadan tur. Det finns en teckning av Burman av Tunbyholm som det såg ut 1680 och där ser man att det faktiskt fanns ett fånghus på gårdsplanen då. Man kan också se att den ena slottslängan var illa åtgången av kriget, men att den vackra slottsparken stod orörd. Enligt skvallret på bygden kom Kock von Crimstein inte överens med sin fru och sov ofta i lusthuset i parken där han hade en stor tegelugn som värmde upp. I januari 1678 vikarierade han också för generalguvernör Jöran Sperling i Malmö under den period som Jörgen Krabbe avrättades.
Kock von Crimstein var gift med friherrinnan Anne Catharina Lovisa de Mortaigne. De hade inga barn.